# カール・ジュルゲンセン
カール・フレデリック・ジュルゲンセン（Carl Fredrich Jurgensen、1862年 - 1940年8月29日）は、日本聖書教会（日本アッセンブリーズ・オブ・ゴッド教団の全身）の創設者。
ドイツのシュレーク・ウイクホースタインに生まれる。ルター派の信徒であった。アメリカ合衆国に移住し、1912年にオハイオ州クリーブランドに住んだ。ある日、祈りの中で「Japan」という声を聞く。また、妻にも日本宣教の幻が与えられる。それがきっかけで日本宣教を志す。1913年に妻と娘2人を伴って来日する。最初は横浜に上陸し、東京小石川、上富士前に伝道館を建てる。1927年に滝野川に神召教会を建設する。